# Бургхаун
Бургхаун (њем. Burghaun) општина је у њемачкој савезној држави Хесен. Једно је од 23 општинска средишта округа Фулда. Према процјени из 2010. у општини је живјело 6.496 становника. Посједује регионалну шифру (AGS) 6631002.

## Географски и демографски подаци
Бургхаун се налази у савезној држави Хесен у округу Фулда. Општина се налази на надморској висини од 261 метра. Површина општине износи 65,0 km². У самом мјесту је, према процјени из 2010. године, живјело 6.496 становника. Просјечна густина становништва износи 100 становника/km².

## Међународна сарадња
| Мјесто | Држава    | Врста сарадње | Од    |
| ------ | --------- | ------------- | ----- |
|        | Француска | партнерство   | 1980. |
| Извор  |           |               |       |